# Tarczek Górny
Tarczek Górny – wieś w Polsce, położona w województwie świętokrzyskim, w powiecie starachowickim, w gminie Pawłów
W latach 1975–1998 miejscowość położona była w województwie kieleckim.